# Kostel svatého Jana Křtitele (Ostrovec)
Kostel svatého Jana Křtitele stával v Ostrovci na severním Plzeňsku už ve 14. století. O čtyři sta let později byl barokně přestavěn, zachovaly se však některé gotické prvky. Od 2. poloviny 20. století začal chátrat, v 90. letech z něj zbyla zřícenina bez střechy, stropu, zřítil se sanktusník. Od roku 2006 však započaly záchranné práce.
Roku 1997 byl kostel prohlášen kulturní památkou ČR.

## Historie
Kostel sv. Jana a fara patřily k Ostrovci už ve 14. století. Patrony kostela byli pražští křižovníci s červenou hvězdou. Za husitských válek byla ves zničena.
Roku 1757 nechal hrabě Černín gotický kostel podle projektu Johannese Spiesse přestavět na barokní. Dokladem jeho gotického období je zazděný portál na jižní straně a zazděné okno ve východní zdi presbytáře.
Německy mluvící obyvatelé osadu od roku 1775 právě podle kostela sv. Jana přejmenovali na Johannesdorf. V roce 1878 celá vesnice včetně kostela vyhořela.
Ve 2. polovině 20. století kostel zchátral, devastace byla v 90. letech završena zřícením sanktusníku a propadem střechy na zbylé barokní vybavení v interiéru. V roce 2004 byl snesen krov nad presbytářem.

## Rekonstrukce
K záchraně kostela dal r. 2005 podnět německý profesor památkové péče na Univerzitě Otto-Friedricha v Bamberku Johannes Geisenhof.
Již v roce 2006 bylo zpevněno železobetonovým věncem staticky narušené zdivo. Poté dostal kostel nový střechu a krov, jehož projekt vypracoval architekt Jan Soukup. Opravy kostela byly dosud financovány ze státního rozpočtu, přispěl na ně také německý Rotary klub, Krajský úřad v Plzni nebo Česko-německý fond budoucnosti.